# Club Deportivo Cayón
El Club Deportivo Cayón es un club de fútbol, fundado en 1915, de Sarón, en el municipio de Santa María de Cayón, provincia de Cantabria en España. Actualmente milita en el grupo III de la Tercera Federación de España. 

## Historia

### Antecedentes
En el año 1915, un grupo de vecinos inició los primeros pasos para que sus hijos realizaran algún deporte, el fútbol es el elegido y son los hijos de los directivos los componentes de la plantilla, tres parejas de hermanos jugaban en el equipo y Román Molina, empleado de Nestlé y organista de la parroquia de La Abadilla, es el presidente de la directiva que forman Manuel Pérez, "Nelu", Ramón Fernández (almacenista de piensos de Sarón), José Sánchez Lastra y Dámaso Gutiérrez San Román (de La Abadilla), Leopoldo Gómez (de Sarón), Francisco (director del Banco Santander en Sarón) y Honorio Fernández Rivero (de La Abadilla) como utillero.
En esos años no se compitió de manera oficial, solamente se disputaron algunos partidos amistosos contra equipos de pueblos próximos como el Independiente (Cayón), Ayrón de Vargas, New Club de Castañeda, Vimenor de Vioño y el Muriedas. Sería en el año 1924 cuando oficialmente se conforma el equipo que competirá en la liga regional.
Los jugadores eran los siguientes: Manuel Gutiérrez Aragón de San Román; Valentín y José Quintana de Sarón; José y Manuel Pérez de Sobarzo; Bernardo y Fernando Ruiz de la Prada de La Penilla; Leonardo Gutiérrez de Santander; Marcelo Gutiérrez Aragón de San Román; Paulino Penagos, "Piris" de La Abadilla; y José Sánchez Obregón (portero de 17 años) de La Abadilla.
Como campo de juego se habilitó un solar en el sitio de Los Rosales, en la salida de Sarón hacia Santander.
La andadura del club duró hasta 1931, año en que cesa la actividad del equipo.

### Nace el C.D. Cayón actual
En el año 1948, de la mano de Francisco "Quico" Ramos, repleto de inquietudes deportivas, nace un club que permite a los jóvenes la realización de la práctica deportiva. Junto al presidente Quico Ramos colaboran activamente Antonio Lavín y Leopoldo Gómez. Se aprovechan las instalaciones y los colores del club que se fundó hace más de tres décadas. 
Se comienza compitiendo en la última categoría regional y los componentes de la plantilla son todos de la zona, conformando un equipo potente que, en la temporada 1948-49, alcanzarán la máxima categoría regional tras quedar campeones de la inmediata inferior.
El día 25 de octubre de 1949 y después de lograr el comentado ascenso, se efectúan obras de acondicionamiento y remodelación del terreno de juego y aledaños y se procede a la inauguración oficial del campo de Los Rosales.

### Década de 1950
Al comienzo la década de los 50, Antonio Lavín sucede a "Quico" Ramos en la presidencia. La plantilla se refuerza con jugadores foráneos y locales que militan en otros equipos, aumentando así el nivel deportivo del club.
En los años siguientes se compite en la misma categoría y con el mismo entrenador. Militarán en el club varios jugadores como los Astobiza, Lobera, Lois, Porro, Campón, Aja, Acebo, Gómez, Anievas, Tavi, Juanín, Pedro Huerta, Riancho, Pancho y Gorio San Emeterio, que habían militado o militarán en categorías superiores.
En el año 1954 debuta como portero Fermín que, a partir del año siguiente y debido a sus formidables características, iniciará un largo recorrido por el fútbol profesional. Racing, Real Madrid, Rayo Vallecano, Pontevedra C. F. y un largo etcétera, contarán en sus filas con este cayonés.
En el año 1956 se consigue el campeonato de aficionados de Cantabria, correspondiéndole jugar la fase nacional con la Sociedad Deportiva Indauchu de Bilbao, donde militan varios jugadores que seguidamente llegarán a jugar en Primera División (Pereda, Ríos, Isasi…). Antonio Lavín es el presidente y D. Hilario el entrenador.
En la última mitad de la década de los 50, actuará como presidente Leopoldo Gómez "Poldín", que más tarde será sustituido por Miguel Cobo. El entrenador será Nando Astobiza.
En el año 1959]] desaparece el campo de Los Rosales por lo que el equipo se queda sin campo y tiene que jugar sus partidos en terrenos de juego prestados: en ocasiones en el campo de Vargas y generalmente en Vioño. Manuel San Pablo es el presidente y Ferando "Nando" Astobiza el entrenador.

### Década de 1960
La solución al inconveniente de la falta de campo, desaparece cuando se utiliza una explanación existente para la futura estación del Santander-Mediterráneo. Con la colaboración del Ayuntamiento, seguidores y simpatizantes del Club, se acondiciona el lugar, surgiendo de este modo el campo de Bellavista, en principio, sin cierre que lo circunde. Es el año 1961.
En el año 1963 accede a la presidencia del Club Benito Huerta y Nando Astobiza continua como entrenador. En el campo de Bellavista aparece la primera dificultad, un corrimiento de tierras ocupa parte del terreno de juego y otra vez aparece la colaboración de aficionados y simpatizantes que, con la pareja de vacas del directivo D. Cándido Muñoz, arrastrando una vagoneta a través de una vía construida al efecto, logran dejar el campo en condiciones de utilizarle.
Se llega a la final de campeonato de aficionados que se pierde ante el Textil Escudo.
Dámaso Gutiérrez "Sito" se hace cargo de la presidencia del Club en la temporada 1964-65 y se realiza una reestructuración de la plantilla. Jóvenes de la zona conforman el equipo, dirigidos por el antiguo jugador del Club José Riancho que, a medida que avanza la competición, se auparán en las primeras posiciones confirmándose como el equipo revelación. El fútbol en la zona tomará un auge relevante. En la última fase del campeonato y debido a unos resultados adversos, es el Barreda quien logra el campeonato y ascenso conformándose el Cayón con jugar la promoción de ascenso a la Tercera División con los equipos vascos del Sodupe y San Vicente. Ramón, Riancho y Pedro Huerta son fichados por el Burgos.
Pepín Laredo releva a Sito en la presidencia al comienzo de la temporada 1965-66. José Riancho en principio y José Antonio Saro posteriormente, se hacen cargo de la dirección técnica del equipo.
Es una época de renovación y el equipo se mantendrá esta temporada sin problemas en la categoría, así como las dos siguientes.
En la campaña 1968-69, Pepín Laredo seguirá en la presidencia, mientras que Solórzano será el encargado de la dirección técnica del equipo, que continuará compitiendo en Regional Preferente.
En la temporada 1969-70, alcanza la presidencia Gastón Gómez y, con él, empieza la era de Emilio Brugos al frente del banquillo cayonés.

### Década de 1970
En la temporada 1970-71, la segunda de Gastón Gómez y Emilio Brugos como presidente y entrenador respectivamente, se sigue compitiendo en Regional Preferente.
En la campaña 1971-72 se llega a la final de la Copa de Aficionados que se pierde ante el Naval de Reinosa. Esta temporada y las dos siguientes se juega la promoción de descenso aunque se consigue mantener la categoría.
En la temporada 1976-77, Gastón cede la presidencia a José Martín Caballero, que mantiene a Brugos como entrenador.
En esta época destaca Tino, jugador del equipo juvenil, que ya actúa con el Primer Equipo. Será fichado por el Racing, donde jugará varias temporadas, para de ahí, recalar en el Zaragoza.
En la temporada 1977-78, accede a la Presidencia Bonifacio Obregón "El Moreno", antiguo jugador y componente de las directivas anteriores, que sigue manteniendo como entrenador a Emilio Brugos.
Aunque, a priori, el Cayón no es el máximo favorito para alcanzar el campeonato, desde el principio se coloca en cabeza de la clasificación y se erige como el equipo a batir. A falta de varias jornadas para la finalización del campeonato, se consigue matemáticamente el primer puesto y, por lo tanto, el ascenso a la Tercera División Nacional: uno de los ansiados sueños cayoneses se ha hecho realidad.
Se habla de la posibilidad de renunciar al ascenso por motivos económicos y deportivos y, por estas razones, se convoca una asamblea de socios en el cine Gran Casino de Sarón.
La Junta Directiva de Moreno lo tiene claro. En la Asamblea se acuerda no renunciar al ascenso e iniciar un ciclo histórico en el Club: la andadura en la Tercera División Nacional en la temporada siguiente.
"El Moreno" cede la presidencia a Gastón, que comienza su segunda etapa como presidente, mientras que el primero pasa a la Vicepresidencia junto con Aníbal "El Salao" y un conjunto de personas totalmente volcadas con el Club. Se mantiene a Emilio Brugos, el técnico del ascenso, como entrenador y se comienza la campaña de captación de socios. Además, se inician las obras de acondicionamiento del campo, cierres perimetrales, vestuarios y se construye una grada de unos cincuenta metros de longitud. Existe una loable participación de todos los estamentos y aficionados. El resultado es espectacular, se consigue unas instalaciones decorosas con un cambio radical en su imagen.
La campaña de captación de socios sobrepasa las previsiones más optimistas, se supera el millar de socios y se inicia la confección del equipo que competirá en categoría nacional sobre la base del que logró el ascenso. La realización de dos incorporaciones, más algunos de los componentes del equipo juvenil, maquetan la plantilla que, a las órdenes de Brugos, inicia la pretemporada. Ninguno de los componentes de la plantilla es profesional.
Comienza una temporada larga y dura por los desplazamientos que han de realizarse: ocho a Galicia, dos a León, seis a Asturias y tres en Cantabria. El Cayón ha quedado enmarcado en el grupo 1 de Tercera.
El día 3 de septiembre de 1978, pasará a la historia del Club. Se inicia la temporada 1978-79 con un lleno a rebosar y con un ambiente extraordinario en los campos de Bellavista. El C.D. Cayón se enfrenta al equipo asturiano del Turón. El central Pepín marca el primer gol del Club en categoría Nacional, que supone además, la primera la victoria del equipo en la categoría.
Tras de una temporada más que decorosa, se logra mantener la categoría al lograr el 14.º puesto con 34 puntos conseguidos, con 11 partidos ganados, 12 empatados y 15 perdidos.
Llega el momento de replantearse la próxima temporada. La Junta Directiva pretende seguir la misma línea, por lo que apenas se hacen cuatro incorporaciones y algunos de los juveniles pasan a conformar la plantilla de la temporada 1979-80.
Esta temporada el Cayón está en el grupo 2, el cual lo conforman equipos de Navarra, La Rioja, Burgos, Zamora, Salamanca, Valladolid y Palencia.
El día 30 de septiembre, se inaugura la grada cubierta de Bellavista en partido de Liga ante el equipo palentino Venta de Baños, al que el Cayón vence por 2-0.
A mediados de temporada, Brugos, tras estar 10 años en el banquillo del Cayón, presenta su dimisión “irrevocable”, haciéndose cargo del equipo Goyo Zamoruca consiguiendo mantener la categoría en 11.ª posición tras lograr 38 puntos: 17 victorias, otras tantas derrotas y 4 empates.

### Década de 1980
Tras mantener la categoría sin apuros en la temporada 1979-80, en la siguiente campaña, el Cayón quedará enmarcado en el grupo de Tercera División astur-cántabro, logrando, bajo la dirección técnica de Zamoruca, lograr el 8.º puesto en la clasificación.
Otro jugador del equipo juvenil de esta época es José Ceballos. El guardameta será fichado por el Racing, donde permanecerá durante varias temporadas, llegando a ser el referente de jugador carismático.
En la temporada 1981-82, Higinio Bustillo se hace cargo de la presidencia y como entrenador se elige a Paco García. Se sigue compitiendo en el mismo grupo astur-cántabro de la Tercera División logrando el 4.º puesto de la tabla clasificatoria, la mejor clasificación de la historia del Cayón. Este cuarto puesto, dará derecho al Cayón a participar por vez primera en su historia en la Copa del Rey.
Las dos próximas temporadas, 1982-83 y 1983-84, se conseguirá, con la misma directiva y dirección técnica, mantener al equipo en Tercera, ocupando el 9.º y el 14.º puesto de la clasificación respectivamente. Pero en la primera de ellas, la 1982-83, el Cayón debuta en la Copa del Rey. Su rival es el equipo bilbaíno del Deusto. El partido de ida concluye con empate a dos goles en Sarón pero en la vuelta en Bilbao se impone el Deusto por 2-0 impidiendo que el Cayón pase de la primera fase.
En la temporada 1984-85, se realiza una reestructuración en el banquillo y en la plantilla. Ángel Puente (exjugador del Club), primero, y Manrique, después, actuarán de entrenadores. No se consigue mantener la categoría y se desciende a Regional Preferente.
En la siguiente temporada 1985-86, otra vez en Regional Preferente, sigue Higinio Bustillo en la Presidencia, mientras que, como entrenadores, actúan Capellán, primeramente, y después Pedro Huerta, exjugador del Club. Se consigue ascender otra vez a Tercera División al hacerse una reestructuración a nivel nacional con un grupo exclusivamente cántabro.
En el campo de Bellavista se produce un hundimiento en la zona junto al regato y, aunque se juegan algunos partidos en el campo, finalmente se opta por emigrar a Vega de Villafufre, donde se jugarán algunos encuentros.
En la siguiente campaña, la 1986-87, con Higinio Bustillo de Presidente y Enrique "Re", en primera instancia, y Merino después, se mantiene la categoría con un 9.º puesto.
En el año 1987 se inician las obras del Complejo Deportivo Municipal, donde se ubicará un campo de fútbol en la zona de San Lázaro, en un solar adquirido por el Ayuntamiento para este destino.
La campaña 1987-88 es la última temporada en los viejos campos de Bellavista, aunque las instalaciones se seguirán utilizando para los entrenamientos y los equipos inferiores.
En esta temporada sucede lo mismo que en la anterior. El Club se mantiene en el grupo cántabro de Tercera División, con el mismo presidente y entrenador, logrando el 10.º puesto.
En el año 1988, se finalizan las obras de construcción del campo dentro del Complejo Deportivo Municipal, en el sitio de San Lázaro de Sarón y se dice adiós al campo de Bellavista. El sueño cayonés por fin se ha hecho realidad: por fin el equipo dispone de unas instalaciones más que decorosas, un campo de fútbol de magnífica hierba natural e instalaciones excelentes.
Higinio Bustillo es el presidente y Ángel Puente inicia su segunda etapa en el banquillo del Cayón, en la temporada 1988-89.
El día 11 de septiembre de 1988, se inaugura el nuevo campo en partido oficial de Liga de Tercera División frente al Laredo. Pablo Escalada, antiguo jugador del Cayón, anota el primer gol oficial en el campo de San Lázaro.
En esta temporada se logrará el 11.º puesto y, con ello, mantener la categoría.
En la campaña siguiente, la 1989-90, se logrará un buen 6.º puesto bajo la misma dirección técnica.

### Década de 1990
Tras concluir en una buena 6.ª plaza en la 1989-90, en la temporada 1990-91, el equipo logra participar por segunda vez en su historia en la Copa del Rey. El rival será otro conjunto cántabro: la Gimnástica de Torrelavega. El partido de ida en Sarón acabará con empate a un tanto, mientras que en Torrelavega se impondrá la Gimnástica por 2-1 y apeará al Cayón de la competición. En esta campaña 1990-91 se logra mantenerse en Tercera tras quedar en 13.ª posición en la liga.
Al concluir esta campaña se produce el cambio en la Presidencia: Higinio Bustillo acaba su periplo tras 10 años en el Club y accede a la Presidencia José Antonio Obregón, hijo de Bonifaceo Obregón "El Moreno" y que ha sido componente de las directivas anteriores. Lo propio sucede con Ángel Puente, que pone punto final a su segunda etapa en el banquillo cayonés y es sustituido, al comienzo de la campaña 1991-92, por Benito Jaular, quien dirigirá al equipo tres temporadas consecutivas en Tercera.
En las tres temporadas de Jaular en el banquillo (1991-92, 1992-93 y 1993-94), se intenta lograr, finalmente sin éxito, un puesto que permita disputar la promoción de ascenso a Segunda División B, pero el equipo tendrá que acabar conformándose con la 7.ª, 8.ª y 7.ª posición respectivamente.
En esta época (1992-93), retorna al Club donde se inició, Luis Fernández, procedente de las categorías inferiores del Racing. A mitad de temporada, Luis será cedido a la Gimnástica de Torrelavega, que reclama sus servicios. Al año siguiente pasará a la primera plantilla del Racing, donde permanecerá tres años, hasta recalar en el Betis, donde militará hasta el verano de 2006 cuando regresará al Racing.
En la temporada 1994-95, continua José Antonio Obregón al frente de la Junta Directiva que elige a Juan Antonio Ventayol, antiguo jugador y que ha dirigido a las secciones inferiores, como el encargado de la dirección técnica del Primer Equipo. El Cayón mantendrá la categoría con una 14.ª posición.
La campaña 1995-96, Juan Ventayol repite en el banquillo y se despide como entrenador cayonés, manteniendo al equipo en Tercera, esta vez con más apuros, en un 16.º puesto.
En la temporada 1996-97, Jesús Mantecón, también antiguo jugador y entrenador de las secciones inferiores, inicia su periplo como máximo responsable técnico del Primer Equipo. Esta, su primera campaña, se logra mantener la categoría al quedar en 11.ª posición.
Las dos siguientes temporadas, la 1997-98 y 1998-99, son buenas para el Cayón. En ambas se logran buenas posiciones pero especialmente en la primera, ya que se roza con la punta de los dedos clasificarse para la promoción de ascenso para Segunda División B.
En la primera de ellas, la campaña 1997-98, un tropiezo en la última jornada de Liga por 2-1, en Astillero ante el Unión Club, impide que el Cayón alcance la cuarta posición de la tabla y, con ella, la promoción de ascenso. Este puesto lo ocupará el Castro, mientras que el Cayón será 5.º. Nunca el Cayón estuvo tan cerca de disputar una promoción para ascender a Segunda B.
En la temporada 1998-99, el Cayón también obtendrá buenos resultados. El equipo concluirá la temporada en 6.º puesto pero a 13 puntos del 4.º clasificado que será el Bezana y sin posibilidad de darle alcance.
Además, en esta campaña 1998-99, el Cayón consigue llegar a la final de la Copa Federación en Cantabria, en la que se enfrenta al Racing B. Tras empatar los partidos de ida y de vuelta, el filial del Racing queda campeón en Sarón, tras ganar en la tanda de penaltis. El Racing B acabaría ganando la Copa Federación a nivel nacional esa temporada.
La siguiente temporada, la 1999-2000, bajo la misma presidencia y dirección técnica, todo cambia para el Cayón. La campaña no es buena y se pasan apuros, pero se logra mantener la categoría en un 17.º puesto.

### Década de 2000
Al final de la temporada 1999-2000, se logra, con apuros, un 17.º puesto que permite continuar al equipo en Tercera.
En la campaña 2000-01, vuelven los buenos resultados a Sarón. De nuevo, el Cayón está cerca de los puestos de promoción a Segunda B y, de nuevo, acaba el 2001|año]] en 6.ª posición. Aunque esta vez concluye más alejado del 4.º puesto que da derecho a promocionar y que ocupará el Bezana. Concretamente, siete puntos les separarán.
Las dos siguientes temporadas, la 2001-02 y la 2002-03, marcan el final de un ciclo. Concluirá la época de José Antonio Obregón en la presidencia, tras doce años en el cargo y lo propio sucederá con Jesús Mantecón quien, tras siete temporadas como entrenador del primer equipo del club, decide dejar el banquillo cayonés.
En estas dos temporadas, el Cayón se mantendrá en el grupo cántabro de Tercera División Nacional, tras ocupar el 12.º puesto, primero, y la 15.ª posición, al año siguiente.
En la pretemporada 2002-03, se inaugura un campo de hierba artificial junto al de césped natural, en el mismo Complejo Deportivo Municipal (rebautizado como Fernando Astobiza), que aliviará la presión existente sobre el campo natural. El nuevo terreno de juego se utilizará para los entrenamientos y para las categorías inferiores. Ahora ya, definitivamente, el viejo Bellavista dejará de usarse para entrenar.
En la temporada 2003-04, José Antonio Obregón pone fin a su periplo en la presidencia después de doce temporadas, y Arturo Pacheco asume el cargo de presidente. Se elige a José Ángel Fuertes como entrenador.
El Cayón se debate entre los últimos puestos de la clasificación y, al finalizar el Campeonato, el equipo es colista y se consuma el descenso a Regional Preferente, 18 años después.
En 2004-05, se mantiene a Fuertes al frente del banquillo cayonés. En su primer año de esta etapa en Regional Preferente, el Cayón se coloca en los primeros puestos de la clasificación. Pero resultados adversos de la última parte del campeonato, acaban dejando al equipo en una insuficiente 6.ª posición e impiden la consecución del ascenso, que se queda a 5 puntos.
En la temporada 2005-06, Arturo Pacheco continua en su tercer año como presidente y la directiva elige como máximo responsable en la dirección técnica del Primer Equipo a Ventura Gómez, que dos años antes había dirigido al Equipo Juvenil. El Cayón, logra el simbólico campeonato de invierno, pero resultados adversos al comienzo de la segunda vuelta hacen peligrar el ascenso. Finalmente, el equipo remonta posiciones y, como tercer clasificado y a solo tres puntos de ser el campeón, retorna a Tercera División Nacional.
En la campaña 2006-07, el Cayón se mantiene con el mismo presidente y el mismo entrenador para afrontar su 26.ª campaña en Tercera División. Además se crea por primera vez en la historia del Club un equipo filial: el Cayón B, que inicia su andadura desde la Segunda Regional.
El equipo de Tercera División, mediada la segunda vuelta, parece tener la salvación encarrilada, pero realiza un fin de campaña en el que pierde en diez de los once últimos encuentros, lo que le supone acabar la Liga en el puesto 18.º y volver a descender a Regional Preferente.
En el verano de 2007, Arturo Pacheco acaba su legislatura como presidente y pretende reeditar su cargo. El hasta entonces entrenador del Equipo Juvenil y antiguo jugador del Club, Nisio, se presenta como alternativa. El 8 de julio se celebran por vez primera unas elecciones a la presidencia del Cayón, ya que nunca antes había sido necesario. Nisio obtiene el respaldo mayoritario de los socios y se convierte en presidente.
En la temporada 2007-08, Juan Ventayol, antiguo jugador del Club y entrenador del Primer Equipo durante las temporadas 1994-95 y 1995-96, regresa al banquillo del Cayón. El equipo firma una temporada irregular aunque siempre se mantiene en los puestos altos. Finalmente concluye la liga en 5.ª posición, a 3 puntos de los puestos de ascenso. Afortunadamente para el equipo, el Racing B iba a ascender esta campaña de Tercera División a Segunda División B y su plaza vacante en Tercera la ocuparía el Cayón, quien volvería así, de rebote, a recuperar la categoría.
En la segunda temporada de Nisio como presidente, la 2008-09, se mantiene intacto el cuerpo técnico de la anterior campaña y prácticamente la totalidad de la plantilla continúa en el Club a la que se sumarán varias incorporaciones. El domingo 2 de noviembre de 2008, el Cayón juega ante el Solares su partido número 1000 en Tercera División Nacional, en el que cae por 0-1. El equipo parece tener encarrilada la permanencia pero tras perder seis encuentros consecutivos complica su situación. Una victoria por 0-1 en Guarnizo en la penúltima jornada salvará matemáticamente al Cayón del descenso, al que sacará 4 puntos al final de la Liga, quedando en 14.ª posición.
Nisio y Ventayol continúan como presidente y entrenador, respectivamente, en la campaña 2009-10. Del equipo del año anterior solo se mantienen nueve jugadores, mientras que el resto de la plantilla se completa con jugadores de otros clubes, más la incorporación de algún jugador del filial y el juvenil. El Cayón inicia la temporada oficial en los cuartos de final de la roda cántabra de la Copa Federación, donde cae eliminado ante el Castro (0-0 en Sarón y 1-0 en Mioño). No obstante, su temporada liguera va a ser buena. El equipo no pasará apuros para mantener la categoría y concluirá la Liga en 9.º lugar. 

### Década de 2010
El Cayón concluye la campaña 2009-10 en un más que cómodo 9.º puesto, 25 puntos por encima del descenso. Con tan solo una derrota por más de un tanto y una segunda vuelta extraordinaria, el equipo, este año sí, queda matemáticamente salvado a falta de varias jornadas para el final.
La temporada 2010-11 se inicia sin novedades en directiva ni cuerpo técnico pero sí en la plantilla. Varios jugadores titulares abandonan el Club pero llegan también buenos refuerzos para compensar las bajas.
Los primeros compromisos oficiales del equipo son los partidos de cuartos de final de la ronda cántabra de la Copa Federación ante el Siete Villas, a quien vence 1-0 en Sarón y 0-2 en Castillo. Así el Cayón accede a las semifinales contra el Buelna, eliminatoria que superará tras vencer 1-0 en Sarón y caer 3-2 en Los Corrales de Buelna. El Cayón juega por segunda vez la final autonómica de la Copa Federación ante el Racing B y, como en la 1998-99, la eliminatoria iba a estar reñida: 0-0 en Sarón y 2-1 en Santander favorable a los racinguistas. A falta de once minutos para el final de la eliminatoria, el Cayón encajaba el tanto de la derrota por lo que debía conformarse con el subcampeonato.
En cuanto a la competición liguera, los cayoneses mantienen una línea similar a la de la campaña anterior, alejados tanto de la cabeza como del descenso, y concluyen en 10.º lugar.
La temporada 2011-12 comienza con cambios para el Cayón. El más reseñable se produce en el banquillo, donde Jesús Mantecón regresa ocho años después. Tras arrancar la Liga como anécdoticos líderes en solitario, el equipo pronto deja las posiciones de cabeza para los favoritos, si bien, siempre se mantiene cerca de los puestos de promoción. El final de temporada es espectacular: en las últimas 14 jornadas, el Cayón gana 12 partidos y empata otro, en la penúltima jornada, a domicilio, frente el Siete Villas y logrando el punto que le hace falta para asegurarse matemáticamente la promoción ascenso a 2.ª División B. El Cayón concluye 4.º, igualando su mejor clasificación histórica y empatado a 78 puntos con el 3.º, el Racing B. Nunca antes en el grupo cántabro de Tercera División, un cuarto clasificado había tenido que sumar tal cantidad de puntos para entrar en promoción de ascenso.
El sorteo de la primera eliminatoria de la fase de ascenso empareja al equipo con el Alondras, de Cangas de Morrazo (Pontevedra), club con el que el Cayón se había enfrentado en la campaña 1978-79, la primera de los gualdinegros en Tercera División Nacional. Ambos partidos, jugados en mayo de 2012, serán bastante físicos y trabados. La ida se juega en Sarón, con una tribuna abarrotada y ambiente de gala, el Cayón se impone por 1-0, con el solitario gol de Mario Salcines. En el partido de vuelta, el Alondras dará la vuelta al partido en la segunda mitad, tras acabar el Cayón con nueve jugadores, imponiéndose por 2-0. Al partido se desplazan unos 250 seguidores del Cayón que, incluso tras la derrota final, no dejan de animar al equipo.
Debido a la gran temporada del Cayón, el Club recibe un homenaje en el último encuentro liguero, previo a la fase de ascenso, ante el Albericia y es el encargado de ofrecer el pregón de las fiestas patronales de Sarón el 21 de junio de 2012.
La temporada 2012-13 comienza sin excesivos movimientos en el grupo y también va a ser excelente para el Cayón. Tras un inicio más irregular, el equipo, sin tanta capacidad goleadora como el año previo pero con una gran zaga, se planta en las posiciones de privilegio de la tabla. En la penúltima jornada, el Cayón gana por 6-0 al Bezana y certifica la clasificación para su segunda fase de ascenso a 2.ª División B consecutiva y la tercera posición en la Liga, el mejor puesto histórico del Club. Finalmente, se acaba con 73 puntos, a 10 del líder y 5 por encima del 5.º, sin ser derrotado por ninguno de los ocho primeros clasificados.
El sorteo de la fase de ascenso a 2.ª División B empareja al Cayón con el Formentera, de San Francisco Javier, la capital de dicha isla balear. El partido de ida se juega en Sarón y comienza muy mal para los intereses del Cayón, que ven como son superados en juego y en el marcador por el Formentera. Sin embargo, en la segunda mitad, los de Mantecón se rehacen e igualan la contienda (1-1), pudiendo incluso llevarse el partido. La vuelta, en Formentera, comienza de manera favorable: el Cayón pone el 0-1 a los 11 minutos. El partido parece controlado, sin embargo, un discutido penalti a cinco minutos del final, provoca la igualada de los locales y lleva el encuentro a la prórroga. A los dos minutos de la misma, el Cayón marca el definitivo 1-2 y logra la clasificación para la segunda eliminatoria de la fase de ascenso a 2.ª División B. La fiesta se desata entre jugadores y la veintena de aficionados que acompañan al equipo. A su regreso a Sarón, al equipo le esperan 200 aficionados en las gradas del campo para homenajearles.
El siguiente sorteo, depara al Cayón un viaje mucho más cercano, concretamente hasta Guecho, en Vizcaya. El rival es el histórico Arenas de Getxo. En el partido de ida, en Sarón, el campo, en el que se han tenido que instalar gradas supletorias, tiene un lleno a rebosar. El Cayón cae por 0-1 con un gol en los minutos iniciales del encuentro. En la vuelta, con unos 400 cayoneses en las gradas, el Cayón se adelanta y llega al descanso con 0-1 y la eliminatoria igualada. En la segunda mitad, se tiene la opción de sentenciar pero el equipo se queda en inferioridad numérica y, a falta de siete minutos para el final, el Arenas empata el partido y ese 1-1 final elimina al Cayón. A la finalización del encuentro y como el año previo, la afición arropa a los jugadores y les felicita por su gran campaña.
El 27 de junio de 2013, igual que el año anterior, el Cayón ofrece el pregón de las fiestas de Sarón, esta vez acompañado de otros deportistas del Valle como Luis Fernández, Román Ramos, Ángela Rivas y Raúl Domínguez.
Tras una temporada 2013-14 en la que el equipo no fue capaz de meterse en Playoff, fue 6.º con 61 puntos a 11 de la Promoción. La temporada 2014-15 se iba a convertir en la mejor temporada de la historia del Cayon, en cuanto a puntos, alcanzó los 80,y en cuanto a posición acabó 4.º lo que le dio derecho a disputar por tercera vez los Playoff de Ascenso a Segunda B, aunque este playoff iba a ser especial debido al Centenario del Club.
El primer sorteo les emparejó con el Navalcarnero, equipo madrileño al que eliminaron con un 0-0 en Saron y un 1-1 en tierras madrileñas, acompañados por casi dos centenares de aficionados Cayoneses que celebraron con los jugadores el gran triunfo del equipo.
En el siguiente sorteo, les toco un viaje mucho más cercano a Noreña(Asturias) para enfrentarse al Condal, vigente campeón del grupo 2 de Tercera División, al que derrotaron por un 1-0 en Saron tras un partido muy serio por parte del equipo Cayones, y en la vuelta con un genial partido del equipo de Mantecon el Cayon se impuso por 1-3 ante el delirio de los más de 500 aficionados desplazados desde Saron que de nuevo celebraron con los jugadores el pase de ronda.
En el último sorteo ya con el ascenso en juego, les toco el vigente campeón del grupo 4 de Tercera División, el Portugalete, con el cual se enfrentaría primero en tierras Cantabras, con un Fernando Astobiza lleno absolutamente con importante número de seguidores Vascos.
El partido finalizaría con un 0-0 que dejaba totalmente abierta la eliminatoria, un partido sin apenas ocasiones y muy igualado.
La vuelta, una semana después en Portugalete, se saldó con una derrota del equipo cayonés, por 3-0, [Club Portugalete 3-0 C.D. Cayón], lo que deshizo la oportunidad única de disputar en la siguiente temporada la 2ªB de España, siendo esta la mejor temporada del conjunto de Sarón en su historia.

## Estadio
Estadio Fernando Astobiza. Pertenece al Complejo Deportivo Municipal "Fernando Astobiza", situado en el barrio de San Lázaro del pueblo de Sarón, que pertenece al municipio de Santa María de Cayón.
- Campo 1: Terreno de hierba natural con unas dimensiones de 105 x 68 metros y con capacidad para 3 500 personas (700 sentados).[1] Inaugurado el día 11 de septiembre de 1988.
- Campo 2: Terreno de hierba artificial con unas dimensiones de 100 x 63 metros y con capacidad aproximada para 1185 personas (1000 de pie y 185 sentados). Inaugurado en el año 2002.

## Uniforme

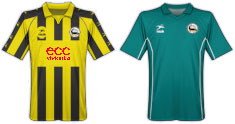
Camisetas del C. D. Cayón.

- Uniforme titular: Camiseta a rayas verticales amarillas y negras, pantalón negro, medias a rayas horizontales amarillas y negras.
- Uniforme alternativo: Camiseta, pantalón y medias de color verde. También se emplea la camiseta titular con pantalones y medias amarillas.
- Tercer uniforme: Camiseta negra y pantalón y medias de color amarillo o negro.

## Escudo
- El escudo actual del Club Deportivo Cayón muestra un antiguo balón de fútbol que está rodeado por una bandera, mitad negra mitad amarilla, sujeta por un mástil. Todo ello está rodeado por dos círculos negros.
- El Cayón, en sus inicios, no utilizó ese escudo sino que varias fotografías antiguas demuestran que las camisetas llevaban bordados otros escudos. Se han llegado a contabilizar otros tres, siempre parecidos, que consistían básicamente en poner de manera más o menos estilizada las iniciales CDC, correspondientes al nombre del Club.

## Presidentes
| Años      | Presidente                  |
| --------- | --------------------------- |
| 1947-1950 | Francisco Ramos, "Quico"    |
| 1950-1956 | Antonio Lavín               |
| 1956-1957 | Leopoldo Gómez, "Poldín"    |
| 1957-1959 | Miguel Cobo                 |
| 1959-1962 | Manuel San Pablo            |
| 1962-1964 | Benito Huerta               |
| 1964-1965 | Dámaso Gutiérrez, "Sito"    |
| 1965-1969 | José Laredo, "Pepín"        |
| 1969-1976 | Gastón Gómez                |
| 1976-1977 | José Martín Caballero       |
| 1977-1978 | Bonifacio Obregón, "Moreno" |
| 1978-1981 | Gastón Gómez                |
| 1981-1991 | Higinio Bustillo            |
| 1991-2003 | José Antonio Obregón        |
| 2003-2007 | Arturo Pacheco              |
| 2007-     | Dionisio Humara, "Nisio"    |

## Entrenadores
| Años         | Entrenador                             |
| ------------ | -------------------------------------- |
| Inicios-1931 |                                        |
| 1947-1949    |                                        |
| 1949-1955    | Don Hilario                            |
| 1955-1964    | Fernando Astobiza                      |
| 1964-1966    | José Riancho                           |
| 1966-1968    | José Antonio Saro                      |
| 1968-1969    | Solórzano                              |
| 1969-19810   | Emilio Brugos                          |
| 19810-1981   | Gregorio de la Fuente, "Goyo Zamoruca" |
| 1981-1984    | Paco García                            |
| 1984-1985    | Ángel Puente                           |
| 1985         | Manrique                               |
| 1985-1986    | Federico Capellán                      |
| 1986         | Pedro Huerta                           |
| 1986-1987    | Enrique González, "Re"                 |
| 1987-1988    | Manuel Merino                          |
| 1988-1991    | Ángel Puente                           |
| 1991-1994    | Benito Jaular                          |
| 1994-1996    | Juan Antonio Ventayol                  |
| 1996-2003    | Jesús Mantecón                         |
| 2003-2005    | José Ángel Fuertes                     |
| 2005-2007    | Ventura Gómez                          |
| 2007-2011    | Juan Antonio Ventayol                  |
| 2011-2019    | Jesús Mantecón                         |
| 2019-2024    | Luis Fernández                         |
| 2024-        | Alberto Ateca Cano                     |

## Categorías inferiores
El Cayón posee varios equipos inferiores en la actualidad que dependen directamente del club. Existe un equipo filial en Regional Preferente. Dos equipos juveniles (uno en Primera y el otro en Tercera); tres cadetes (el "A" en Primera y los otros dos en Tercera). Además, existen las Escuelas Deportivas Municipales, gestionadas por el Ayuntamiento de Santa María de Cayón también tienen como objetivo formar jugadores para el Cayón y sus equipos inferiores.
- Equipos E.D.M. Cayón: Infantiles 3°, Alevines 3° y 3°, Benjamines 1° y 3° Prebenjamines 1° y 2°.

## Historial
- Temporadas en 1.ª División: 0
- Temporadas en 2.ª División: 0
- Temporadas en 2.ª División B: 0
- Temporadas en Fase Ascenso 2.ª División B: 5 (2011-12 a 2012-13 y 2014-15 a 2016-2017).
- Temporadas en Tercera: 40 (1978-79 a 1984-85, 1986-87 a 2003-04, 2006-07, 2008-09 a 2020-21, 2022-23 y desde la 2024-25).
- Temporadas en Regional Preferente: 33 (1949-50 a 1977-78, 1985-86, 2004-05 a 2005-06 y 2007-08).
- Temporadas en 1.ª Regional: 2 (1947-48 a 1948-49).
- Mejor clasificación en Tercera División: 1.º (2020-21 y 2022-23).
- Mejor clasificación en Copa del Rey: Primera ronda (1982-83 y 1990-91).
- Mejor clasificación en Fase Ascenso 2.ª División B: Última ronda (2014-15).

## Palmarés
- Tercera (2): 2020-21 y 2022-23.
  - Subcampeón de la fase autonómica de Cantabria de la Copa RFEF (5): 1998-99, 2010-11, 2015-16, 2017-18 y 2024-25.
- Regional Preferente de Cantabria (1): 1977-78.
  - Subcampeón de Regional Preferente de Cantabria (1): 1964-65.
- Primera Regional de Cantabria (1): 1948-49.
- Campeonato de Cantabria de Aficionados (2): 1956 y 1982.
  - Subcampeón del Campeonato de Cantabria de Aficionados (3): 1961, 1972 y 1984.
- Subcampeón del Torneo Federación (1): 1950.
- Subcampeón de la Copa Cantabria (1): 1967.

## Participaciones en Copa del Rey
- Fuente:[4]

| Temporada | Ronda         | Rival                        | Local | Visitante | Global |  |
| --------- | ------------- | ---------------------------- | ----- | --------- | ------ |  |
| 1982-83   | Primera ronda | SD Deusto                    | 2-2   | 0-2       | 2-4    |  |
| 1990-91   | Primera ronda | RS Gimnástica de Torrelavega | 1-1   | 1-2       | 2-3    |  |
| 2021-22   | 1/64          | SD Huesca                    | 0-2   |           | 0-2    |  |
| 2023-24   | 1/64          | CD Elemental Ursaria         |       | 2-1       | 2-1    |  |
| 2023-24   | 1/32          | Athletic Club                | 0-3   |           | 0-3    |  |